# Рубцово (Псковська область)
Рубцово (рос. Рубцово) — присілок в Палкінському районі Псковської області Російської Федерації.
Населення становить 61 особу. Входить до складу муніципального утворення Палкінська волость.

## Історія
Від 2015 року входить до складу муніципального утворення Палкінська волость.

## Населення
| 2001 | 2002 | 2010 | 2012 | 2016 |
| ---- | ---- | ---- | ---- | ---- |
| 58   | ↘51  | ↘50  | ↗53  | ↗61  |